# Sandra Alonso Villar
Sandra Alonso Villar (Zamora 1993) tiene la carrera de Educación Infantil y Educación Especial, escritora y librera.

## Trayectoria
Sandra Alonso Villar es maestra de Educación Infantil y Educación Especial, escritora y librera. Desde que empezó los estudios de Educación (Universidad de Salamanca) se ha volcado en investigar y estudiar el desarrollo de la literatura infantil y los recursos educativos que los cuentos proporcionan para la transmisión de valores, para trabajar la diversidad, los problemas o conflictos, y para disfrutar y soñar  dejando volar la imaginación. Considera que los cuentos tienen que tener un mensaje de fondo, que haga pensar y que se disfrute, a la vez que se aprenda.  
Desde 2015 comenta sobre literatura infantil en Mis cuentos infantiles, espacio donde muestra libros a docentes, familias y cualquiera que muestre interés por la literatura infantil, en definitiva, se trata de la difusión y el fomento de la lectura en las niñas y los niños. Ha participado e congresos, coloquios y charlas sobre la lectura.
Sandra Alonso es comentarista y autora de reseñas de los nuevos títulos de literatura infantil que se editan.
Colabora con las revistas, Maestra Infantil  y Bebé y Mujer.
Ha participado en proyectos solidarios, como el libro Miradas con alas, al que aportó  el cuento: El ladrón del aire. Este libro solidario  fue fruto del trabajo con otras escritoras e ilustradoras y destinado a recaudar fondos a beneficio de la Federación Española de Enfermedades Raras. También ha colaborado en proyectos de micromecenazgo para publicar a otros autores de literatura infantil y en su librería da cabida a aquellos escritores de cuentos que han optado por la autopublicación, "porque existen auténticas joyas que no tienen el respaldo de una editorial detrás".
Tras muchas lecturas y críticas literarias Sandra Alonso dio el paso a la escritura y comenzó a publicar sus propios libros infantiles

## Librería
En julio de 2020 Sandra Alonso Villar consiguió, en un año difícil, en la crisis motivada por la pandemia del Covid-19, realizar su sueño y abrir una librería especializada en literatura infantil en Zamora, que es la ciudad española con la menor tasa de natalidad en la última década.

## Obras
- No es mi talla (octubre de 2024). Ilustrado por Sara Sánchez y publicado por Carambuco. Estrella es una apasionada del calzado. Un par de zapatillas le hará reflexionar acerca de la importancia de las relaciones sanas.
- Misión: salvar el planeta (abril de 2024). Ilustrado por Àgata Gil Capeta y publicado por Tres patas y pico. Libro compuesto por 17 historias escritas por diferentes autores para tratar el tema de los ODS. Su texto se titula "El maestro viajero" y habla sobre el objetivo de la educación.
- El color del agua (marzo de 2024). Ilustrado por Ari González y publicado por Malian. Sofía se pregunta por qué el agua es transparente y va en busca de respuestas: su favorita es la que le da una amiga de su mamá.
- Una misión en Semana Santa (febrero de 2024). Ilustrado por María Galán y publicado por Davao Ediciones. Un libro que trata la Semana Santa de Zamora a través de las vivencias de Manuel, un niño intentando resolver una misión: encontrar al dueño del medallón que le ha entregado su abuelo.
- Peatón (octubre de 2023). Ilustrado por Ana Zurita y publicado por Alaestrella en su Colección Mariquita. Es una propuesta perfecta para pequeños y mayores al tratar un tema tan importante como la seguridad vial. Además, su texto es rimado para darle ritmo y la tipografía mayúscula lo hace ideal para primeros lectores.
- Meses (octubre de 2023). Ilustrado por Ana Zurita y publicado por Alaestrella en su Colección Mariquita. Es un libro ideal para los más pequeñitos, ya que su texto es rimado y está escrito en mayúsculas. Perfecto para aprender los meses del año de una forma divertida.
- La tía Marita y sus cinco sobrinos (abril de 2023). Ilustrado por Enrique Quevedo y publicado por Cuento de Luz. Nos habla de la importancia de pedir ayuda y no cargar con el peso de los problemas, todo a través de una divertida historia que vive la tía Marita junto a sus cinco sobrinos en la piscina. Recomendado por Fundación Cuatrogatos en 2024.
- El misterio de la pizza (febrero de 2023). Ilustrado por Blanca Millán y publicado por Davao Ediciones. Trabaja las figuras geométricas a través de la curiosidad y la investigación de su protagonista.
- Todo pasa por algo (octubre de 2022). Ilustrado por María Monsonet y publicado por Everest. Un libro para trabajar la positividad, la incondicionalidad y aprender a aceptar el error.
- Pincha y Pincho (octubre de 2022). Ilustrado por María Tamarit y publicado por Malian. Trata la importancia de sacar lo mejor que llevamos dentro para querer y ser queridos.
- Un maravilloso día de lluvia (septiembre de 2022). Ilustrado por Paco Ortega y editado por Grupo de Comunicación Loyola, nos habla de la importancia de alzar la voz para dar nuestra opinión.
- ¿Ha sido un pedo? (septiembre de 2022). Ilustrado por Cristina Losantos y editado por Editorial El Pirata utiliza el humor para señalar cómo comportarse en situaciones normales pero incómodas.
- Serás lo que quieras ser (marzo de 2021) .Ilustrado por Robert García y publicado por Carambuco. Trabaja la autoestima, la incondicionalidad y la perseverancia.[8]
- El increíble secreto de la pintura blanca (marzo de 2021). Una aventura sobre el color. Publicado por Fun Readers.
- La bibliotecaria (febrero de 2021). Ilustrado por Blanca Millán. Habla del poder de la imaginación y de la magia de los libros. Publicado por Alaestrella.[9]
- Vuela (diciembre de 2020). Ilustrado por Valeria Shapovalova. Editado por Grupo de Comunicación Loyola. Habla de la importancia de perseguir nuestros sueños.
- Pepito Cebolla (octubre de 2020). Ilustrado por Álex Meléndez y Beatriz Dapena, publicado por La Maleta. Trabaja la sobreprotección infantil.[10]
- ¿Pinzas de tender la ropa? (junio de 2020) Con lustraciones de Elmira Eskandari y edición de Koala. Habla de la imaginación y del juego libre.
- Nunca dejes de brillar (febrero de 2020). Ilustrado por Pilar Muñoz y publicado por Carambuco. Trata la amistad, el respeto y la autoestima.
- Los pendientes que perdí. (octubre de 2019) Ilustrado por Cristina García Cintado, publicado por Carambuco. Este es un cuento que "rompe con estereotipos y roles de género"[11]
- Números y emociones (mayo de 2019). Con ilustraciones de Alicia Teba y editado por El Pirata. Se intenta que sus lectores puedan asociar los números a distintas emociones y texturas.
- Abrazos de chocolate (diciembre de 2018, edición con Jalabalí). Con ilustraciones de Verónica Vázquez y publicado por Davao Ediciones. En esta historia  se trabaja el vínculo entre abuelos y nietos y la posibilidad de perder a un ser querido.

## Premios
En 2019 recibió el Premio ¿Qué te apetece leer?, en la categoría de Nuevas Generaciones de Escritor.
En 2022 recibió el Premio Juventud, Ciudad de Zamora, en la categoría `Emprendimiento Joven´. "

En 2023 fue miembro del jurado del I Premio Cubilete al mejor Álbum Ilustrado Infantil, convocado por Grupo Editorial Bruño (Grupo Anaya), en calidad de autora y librera. 